# Parc national Cofre de Perote
Le parc national Cofre de Perote (espagnol : Parque nacional Cofre de Perote) est un parc national du Mexique situé au Veracruz. Ce parc de 117 km2 a été créée en 1937. Il protège le Cofre de Perote, l'un des volcan de la Cordillère néovolcanique.